# Thecla colombiola
Thecla colombiola är en fjärilsart som beskrevs av Embrik Strand. Thecla colombiola ingår i släktet Thecla och familjen juvelvingar. Inga underarter finns listade i Catalogue of Life.